# Blatné Remety
Blatné Remety es un municipio del distrito de Sobrance en la región de Košice, Eslovaquia, con una población estimada a final del año 2024 de 626 habitantes.
Se encuentra ubicado al noreste de la región, en la cuenca hidrográfica del río Bodrog (afluente derecho del Tisza) y cerca de la frontera con la región de Prešov y Ucrania.

## Demografía
| Año        | 1994 | 2004     | 2014     | 2024    |
| ---------- | ---- | -------- | -------- | ------- |
| Población  | 445  | 503      | 663      | 626     |
| Diferencia |      | +13,03 % | +31,80 % | −5,58 % |

| Año        | 2023 | 2024    |
| ---------- | ---- | ------- |
| Población  | 619  | 626     |
| Diferencia |      | +1,13 % |